# Copaiba

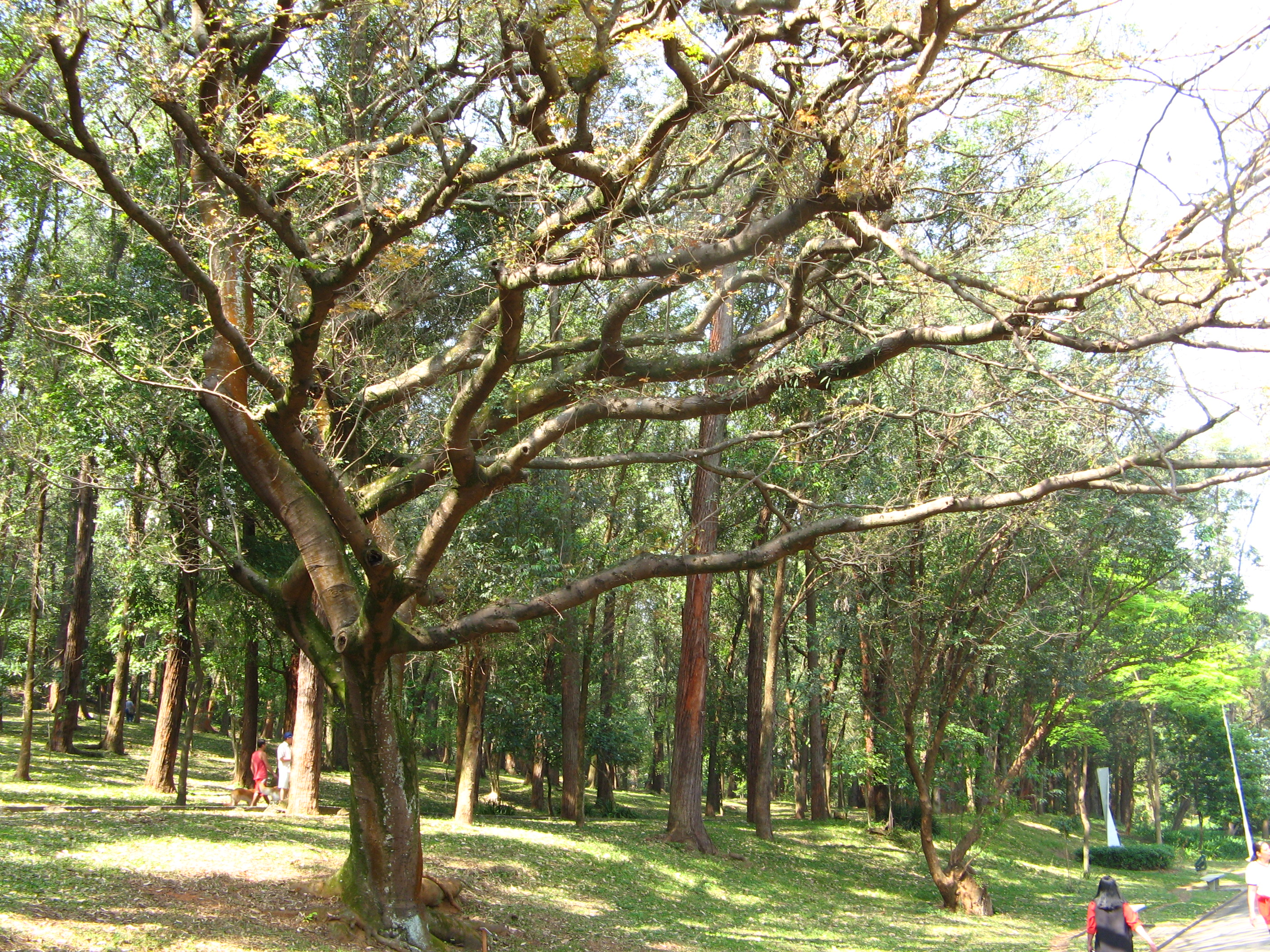
Copaifera.

Le copaïba ou baume de copahu, ou encore baume d'Amazonie, est une oléorésine obtenue après distillation de la résine qui exsude, après incision, du tronc du copaïer ou copayer (Copaifera officinalis), un arbre qui croît en Amérique du Sud (particulièrement en Amazonie), mais également en Afrique occidentale,.
Une fois la résine distillée à la vapeur d'eau, on obtient une huile essentielle, ou plus exactement une oléorésine, composée d'un mélange naturel d'huile végétale et d'huile essentielle, d'où son appellation de « baume ».
Listé dans la pharmacopée française et européenne comme plante médicinale, le baume de copahu possède une action anti-inflammatoire puissante et prolongée.

## Composition
Le baume de copahu est riche en acide oléique-linoléique (participe au renouvellement et à la cicatrisation cellulaire) ainsi qu’en insaponifiables (régénération et réhydratation de l'épiderme).
Il est également très riche en sesquiterpènes : caryophyllène, germacrène-D, alpha-humulène, alpha-copaène, delta-cadinène, trans-alpha-bergamotène.

## Utilisation
Avec une teneur en sesquiterpènes d'environ 70 %, le baume de copahu possède des propriétés anti-inflammatoires puissantes, circulatoires, décongestionnantes et anti-douleur.[réf. souhaitée]
Il a également une action tonique au niveau cutané, en plus d'avoir une action tonique générale.
On ne connait pas à ce jour de contre-indication à l'utilisation du baume de copahu, même s'il est fortement recommandé de ne pas l'utiliser chez les enfants et chez les femmes enceintes de moins de trois mois, par précaution. Son utilisation doit rester ponctuelle ou sur une courte période.
Le baume de copahu est également utilisé en parfumerie pour ses effluves balsamiques et boisés.